# Theodorus de Studietkerk
De Kerk van de heilige Theodorus de Studiet (Russisch: Храм преподобного Феодора Студита) of Kerk van het Smolensk icoon van de Moeder van God (Церковь Иконы Божией Матери Смоленская) is een Russisch-orthodox kerkgebouw in het centrum van Moskou.

## Geschiedenis

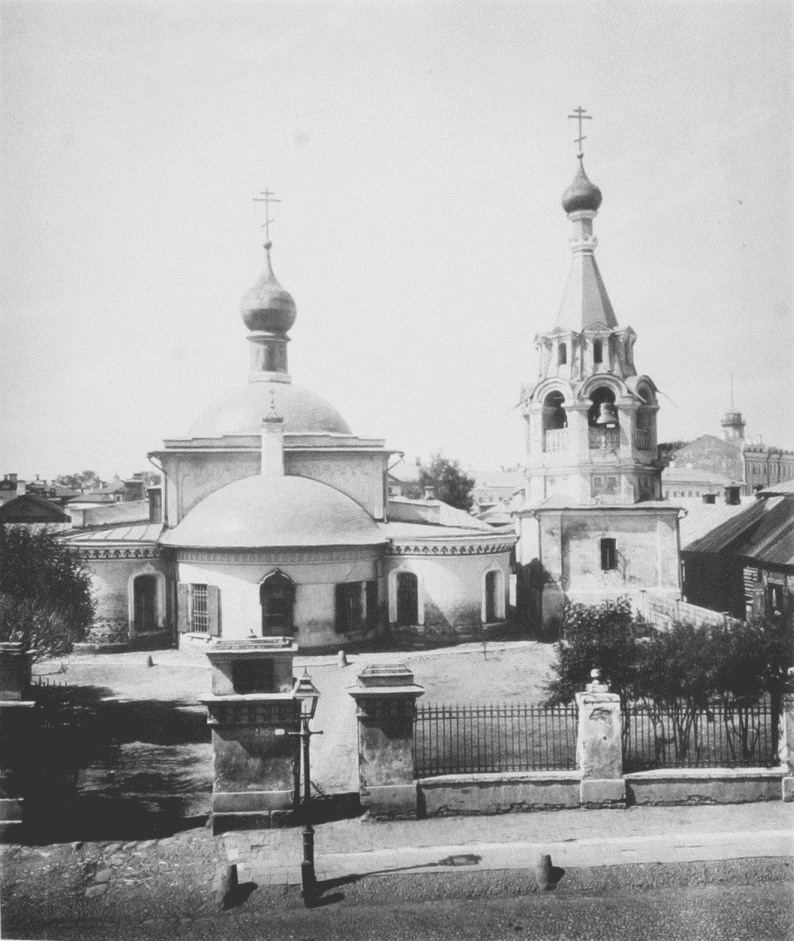
Het aanzien van de kerk in 1882

De kerk werd in de jaren 1624-1626 door patriarch Filaret als kloosterkerk gebouwd. Voordien stond op de plaats een kerk, waarvan men veronderstelt dat gebouw was na de Confrontatie aan de Oegra tussen de legers van grootvorst van III van Moskovië en Ahmed Khan van de Grote Horde. De ontmoeting van beide legers aan de oevers van de Oegra resulteerde in de plotselinge terugtrekking zonder slag of stoot van de Tataren en wordt beschouwd als het einde van Tataarse heerschappij over Rusland.
Na de afschaffing van het klooster in 1709 (de monniken verhuisden naar het Novinsky-klooster), werd de kerk in 1712 een gewone parochiekerk.
De Russische generaal Aleksandr Soevorov kerkte ooit in de Theodorus de Studietkerk en bij de kerk werden zijn verwanten begraven. Tijdens de brand van Moskou in 1812 raakte de kerk zwaar beschadigd. Herbouw van de kerk vond in empirestijl plaats. In plaats van de vijf koepels op het kerkdak kreeg de kerk er één centrale koepel.
Tijdens de Sovjetjaren werd de kerk in de jaren '20 van de 20e eeuw gesloten en verbouwd. Het interieur ging verloren. De vrijstaande klokkentoren met tentdak, een van de eerste in haar soort in Moskou, werd in 1929 verwoest en tot op de eerste verdieping afgebroken. In de jaren '70 kreeg het onderzoeksinstituut van het Ministerie voor de Voedingsmiddelenindustrie in de USSR er onderdak. In de jaren 1984-1994 liet men de kerk restaureren met de bedoeling om er het Soevorov-museum in te huisvesten. De kerk keerde echter terug naar de Russisch-orthodoxe kerk in 1991. Tegenwoordig bezit de kerk weer vijf koepels.